# Strzelba M30 Luftwaffe Drilling
M30 Luftwaffe Drilling – niemiecka strzelba kombinowana w układzie dryling, używana przez pilotów Luftwaffe stacjonujących w Afryce Północnej podczas II wojny światowej. Używano jej do samoobrony i polowania w przypadku rozbicia się samolotu. M30 była jedyną strzelbą używaną oficjalnie w siłach zbrojnych III Rzeszy. Egzemplarze użytkowane przez wojsko oznaczane były specjalną puncą z orłem Luftwaffe (Luftwaffe Adler). Miesiąc i rok produkcji był oznaczany poprzez cztery cyfry, dwie pierwsze oznaczają miesiąc a dwie ostatnie rok, na przykład 1241 (grudzień 1941).
| Budowa    | Budowa                                      |
| --------- | ------------------------------------------- |
| Lufy      | 3 / 2 gładkie, 1 gwintowana                 |
| Blokada   | Klucz                                       |
| Ładowanie | Ręczne                                      |
| Baskila   | Stalowa, bogato grawerowana Krupp Laufstahl |
| Kolba     | Drewniana Orzech kaukaski I Klasa           |